# Heliotropium sultanense
Heliotropium sultanense är en strävbladig växtart som beskrevs av Bge. Heliotropium sultanense ingår i Heliotropsläktet som ingår i familjen strävbladiga växter. Inga underarter finns listade i Catalogue of Life.